# پانتئون بودایی ژاپن

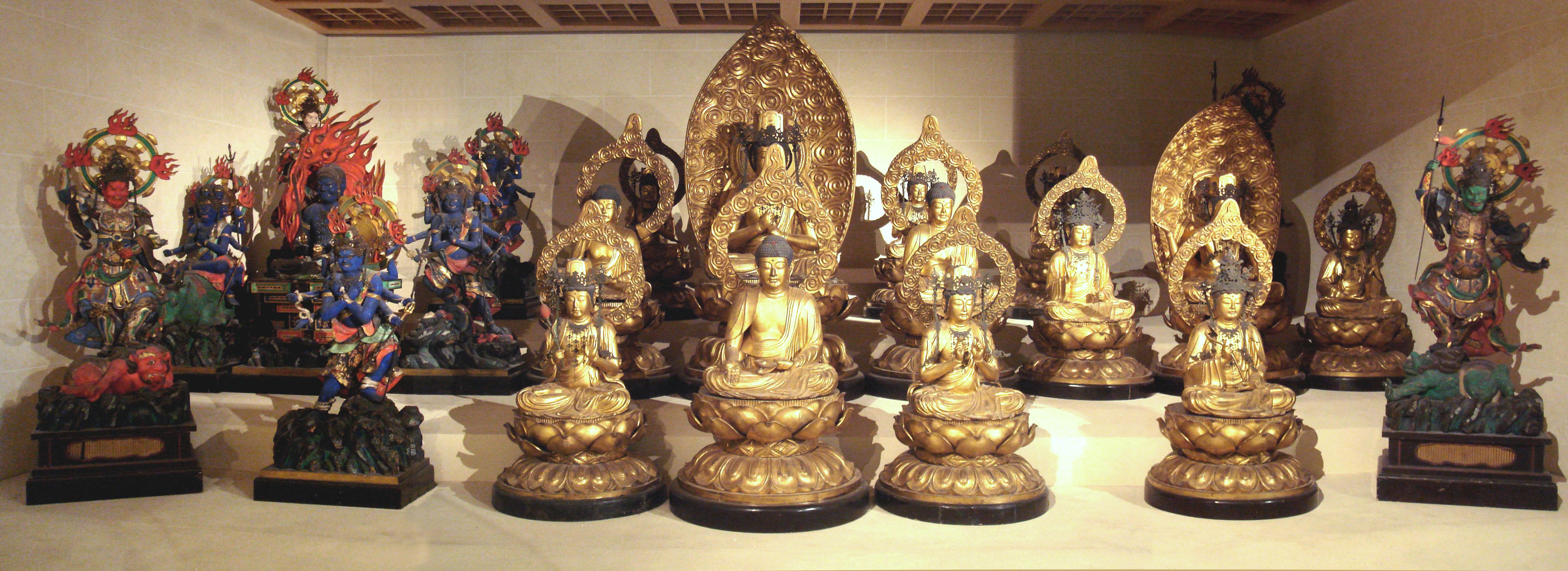
برخی از نمایندگان اصلی پانتئون بودایی، در موزه گیمه، پاریس

پانتئون بودایی ژاپن (انگلیسی: Japanese Buddhist pantheon) تعداد زیادی پانتئون بوداهای مختلف، بوداسف و خدایان کوچکتر (الوهیت) و استادان مذهبی برجسته در آیین بودایی را مشخص می‌کند. پانتئون بودایی تا حدودی در مهایانه وجود دارد، اما به ویژه ویژگی بودیسم باطنی یا وجره‌یانه، از جمله بودیسم تبتی و به ویژه بودیسم شینگون ژاپنی است، که تا حد زیادی آن را رسمیت بخشید.